# Urticinopsis antarctica
Urticinopsis antarctica är en havsanemonart som först beskrevs av Addison Emery Verrill 1922.  Urticinopsis antarctica ingår i släktet Urticinopsis och familjen Actiniidae. Inga underarter finns listade i Catalogue of Life.